# Dicloruro di idrazina
Il dicloruro di idrazina (o dicloridrato di idrazina) è il sale dell'idrazina e dell'acido cloridrico.
A temperatura ambiente si presenta come un solido bianco inodore. È un composto cancerogeno, tossico, allergenico, pericoloso per l'ambiente.